# Catocala judith

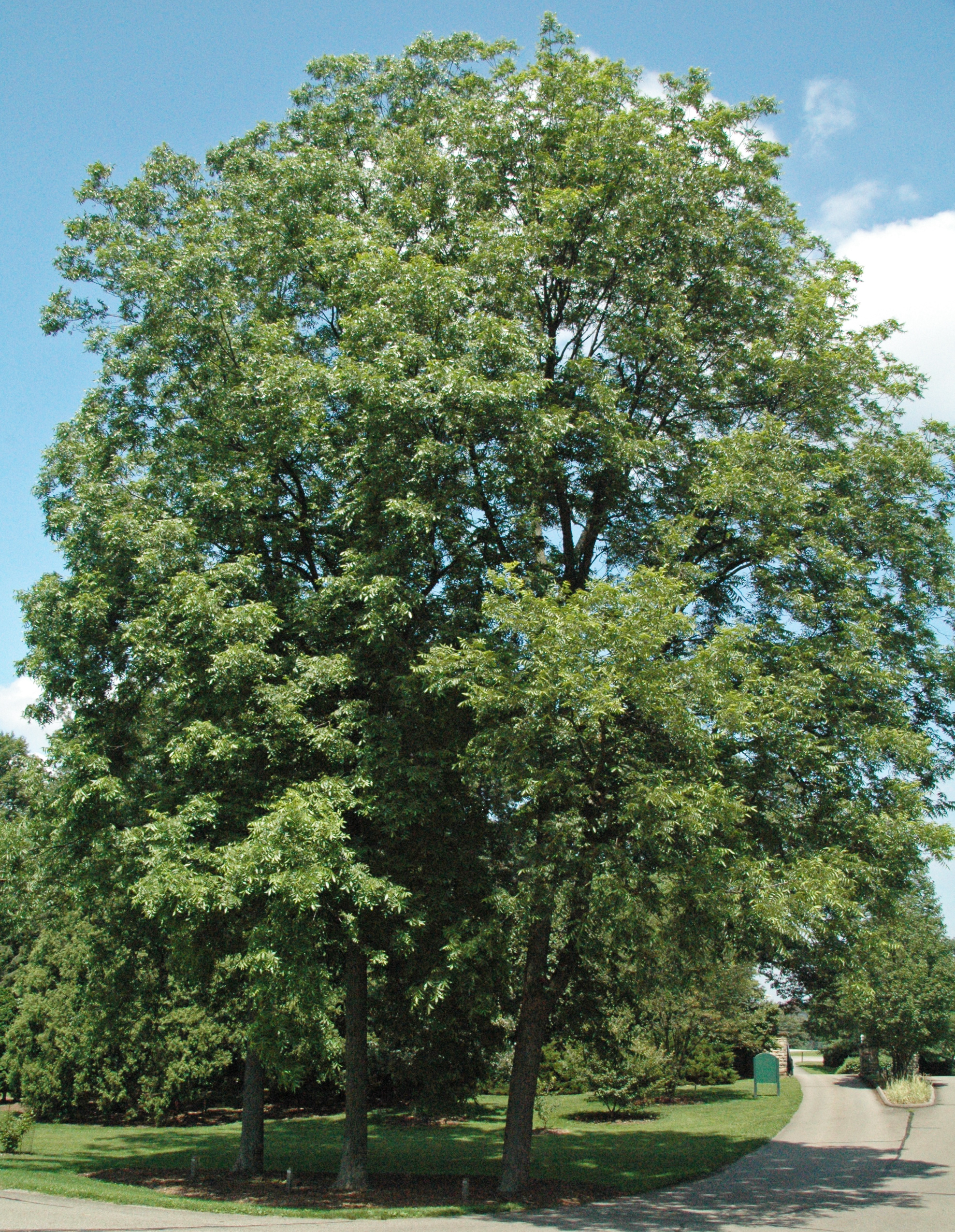
Am Pekannussbaum tritt die Raupe zuweilen schädlich auf

Catocala judith ist ein in Nordamerika vorkommender Schmetterling (Nachtfalter) aus der Familie der Eulenfalter (Noctuidae). Der Artname bezieht sich auf Judit, eine Gestalt aus dem Alten Testament.

## Merkmale

### Falter
Mit einer Flügelspannweite zwischen 45 und 55 Millimetern zählen die Falter zu den kleineren Ordensbandarten (Catocala). Die Farbe der Vorderflügeloberseite ist aschgrau bis hell graugrün und zeigt eine schwache braune Marmorierung. Innere und äußere Querlinie sind dunkelbraun, oftmals undeutlich und stark gezackt. Ring- und Nierenmakel sind ebenfalls undeutlich ausgebildet. Im Saumbereich heben sich kleine weißliche Flecke ab. Die Hinterflügeloberseite ist zeichnungslos schwarz, die Fransen sind ebenfalls schwarz, zuweilen dunkelgrau.

### Ähnliche Arten
- Catocala angusi ist mit einer Flügelspannweite von 60 bis 74 Millimetern deutlich größer und auf der Vorderflügeloberseite dunkler gefärbt als Catocala judith.
- Catocala lacrymosa ist mit einer Flügelspannweite von 60 bis 82 Millimetern ebenfalls deutlich größer, auf der Vorderflügeloberseite wesentlich dunkler gefärbt als Catocala judith und unterscheidet sich außerdem durch die schwarz-weiß gescheckten Fransen an den Hinterflügeln.

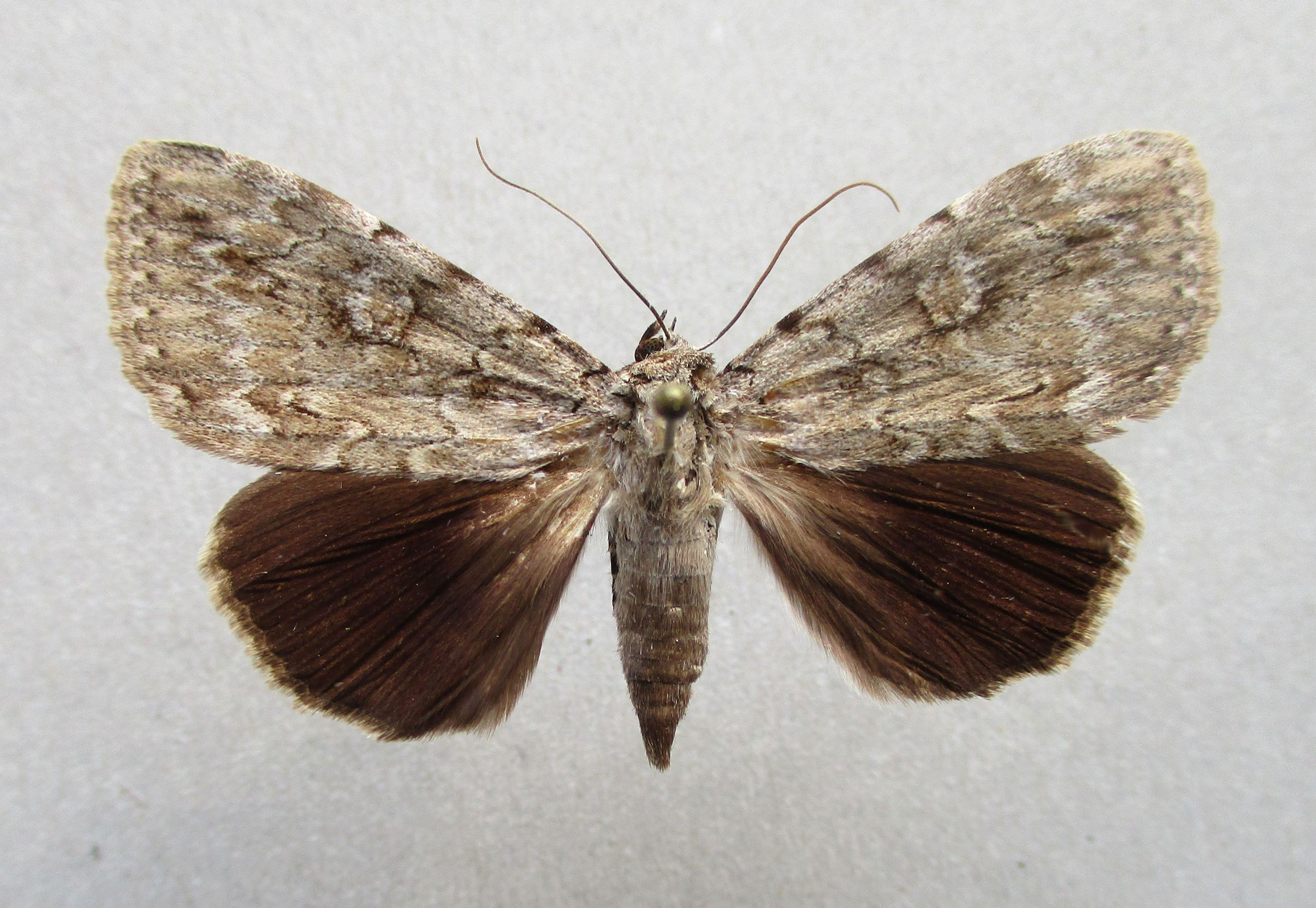
Catocala judith
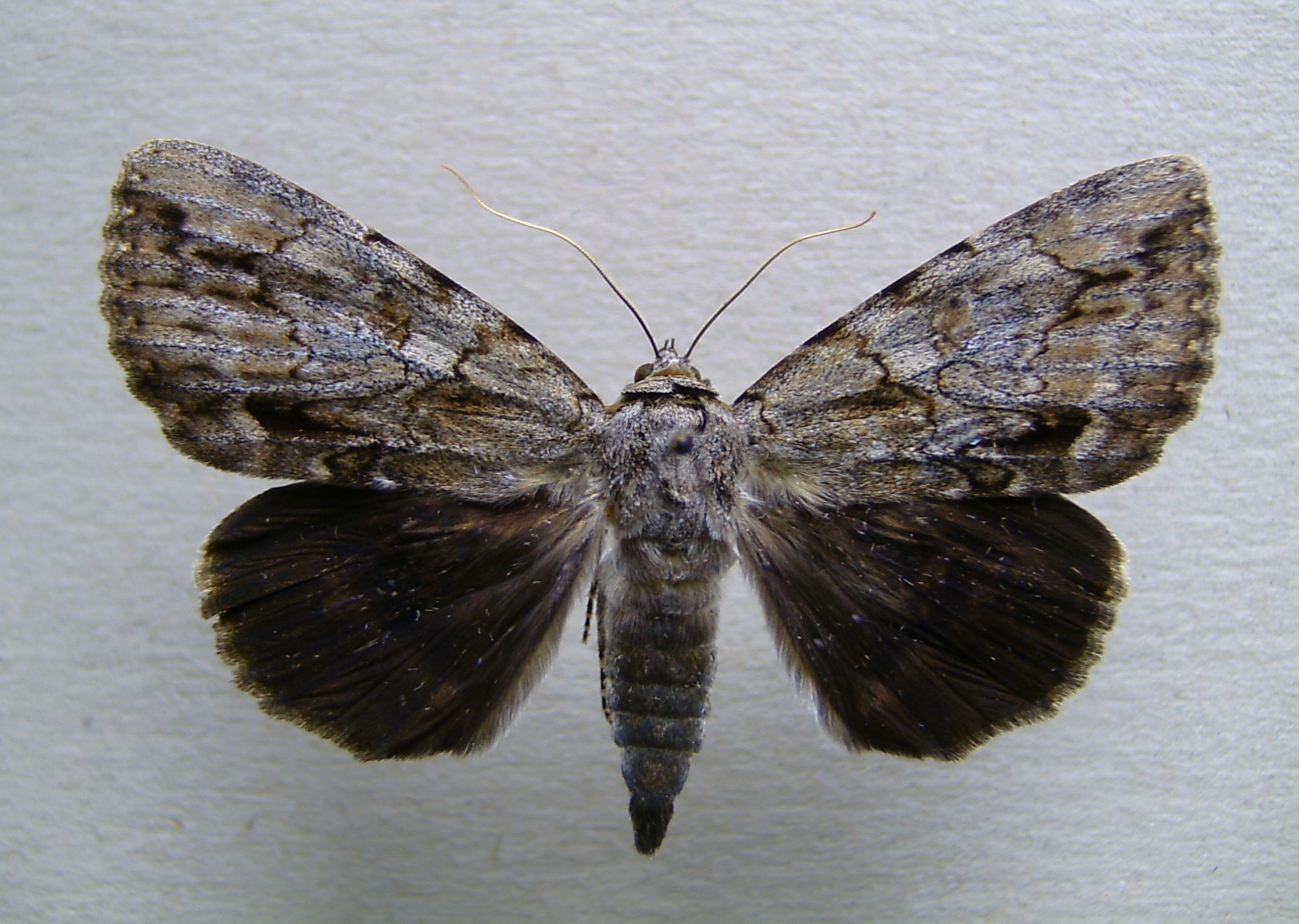
Catocala angusi
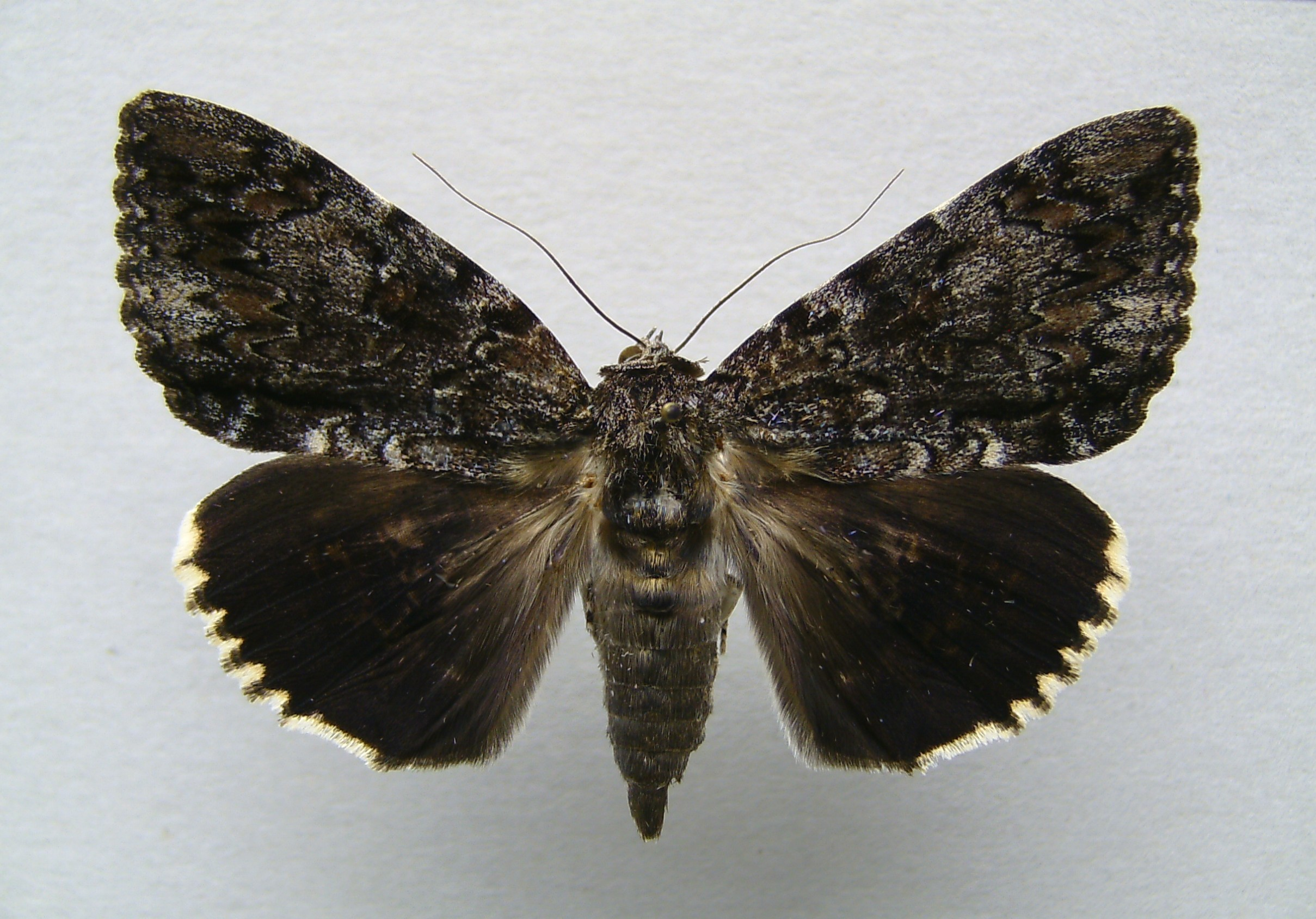
Catocala lacrymosa

## Verbreitung und Lebensraum
Catocala judith kommt in den östlichen, südöstlichen und mittleren Regionen Nordamerikas verbreitet bis lokal vor. Die Art besiedelt bevorzugt Laubwälder.

## Lebensweise
Die nachtaktiven, univoltinen Falter sind schwerpunktmäßig zwischen Juli und September anzutreffen. Sie besuchen künstliche Lichtquellen und Köder. Die Raupen ernähren sich von den Blättern verschiedener Hickoryarten (Carya) oder dem Schwarznussbaum (Juglans nigra). Zuweilen tritt die Art am Pekannussbaum (Carya illinoinensis) schädlich auf.